# Gnaphosidae
Gnaphosidae, velika porodica pauka podijeljena u 124 roda. Tipična vrsta roda po kojem je porodica dobila ime je Gnaphosa lucifuga. Porodica je raširena širom svijeta, a u Srednjoj Europi živi 105 vrsta, od preko 2000 tisuće kolikoo ih ima.

## Rodovi
1. Allomicythus Ono, 2009
2. Allozelotes Yin & Peng, 1998
3. Amazoromus Brescovit & Höfer, 1994
4. Amusia Tullgren, 1910
5. Anagraphis Simon, 1893
6. Aneplasa Tucker, 1923
7. Anzacia Dalmas, 1919
8. Aphantaulax Simon, 1878
9. Apodrassodes Vellard, 1924
10. Apodrassus Chamberlin, 1916
11. Apopyllus Platnick & Shadab, 1984
12. Aracus Thorell, 1887
13. Arauchemus Ott & Brescovit, 2012
14. Asemesthes Simon, 1887
15. Asiabadus Roewer, 1961
16. Australoechemus Schmidt & Piepho, 1994
17. Benoitodes Platnick, 1993
18. Berinda Roewer, 1928
19. Berlandina Dalmas, 1922
20. Cabanadrassus Mello-Leitão, 1941
21. Callilepis Westring, 1874
22. Camillina Berland, 1919
23. Canariognapha Wunderlich, 2011
24. Ceryerda Simon, 1909
25. Cesonia Simon, 1893
26. Chatzakia Lissner & Bosmans, 2016
27. Civizelotes Senglet, 2012
28. Cladothela Kishida, 1928
29. Coillina Yin & Peng, 1998
30. Coreodrassus Paik, 1984
31. Cryptodrassus Miller, 1943
32. Cubanopyllus Alayón & Platnick, 1993
33. Diaphractus Purcell, 1907
34. Drassodes Westring, 1851
35. Drassodex Murphy, 2007
36. Drassyllus Chamberlin, 1922
37. Echemella Strand, 1906
38. Echemographis Caporiacco, 1955
39. Echemoides Mello-Leitão, 1938
40. Echemus Simon, 1878
41. Eilica Keyserling, 1891
42. Encoptarthria Main, 1954
43. Epicharitus Rainbow, 1916
44. Fedotovia Charitonov, 1946
45. Gertschosa Platnick & Shadab, 1981
46. Gnaphosa Latreille, 1804
47. Haplodrassus Chamberlin, 1922
48. Hemicloea Thorell, 1870
49. Herpyllus Hentz, 1832
50. Heser Tuneva, 2004
51. Hitobia Kamura, 1992
52. Homoeothele Simon, 1908
53. Hongkongia Song & Zhu, 1998
54. Hypodrassodes Dalmas, 1919
55. Ibala Fitzpatrick, 2009
56. Intruda Forster, 1979
57. Kaitawa Forster, 1979
58. Kishidaia Yaginuma, 1960
59. Ladissa Simon, 1907
60. Laronius Platnick & Deeleman-Reinhold, 2001
61. Latonigena Simon, 1893
62. Leptodrassex Murphy, 2007
63. Leptodrassus Simon, 1878
64. Leptopilos Levy, 2009
65. Litopyllus Chamberlin, 1922
66. Macarophaeus Wunderlich, 2011
67. Matua Forster, 1979
68. Megamyrmaekion Reuss, 1834
69. Micaria Westring, 1851
70. Microdrassus Dalmas, 1919
71. Microsa Platnick & Shadab, 1977
72. Micythus Thorell, 1897
73. Minosia Dalmas, 1921
74. Minosiella Dalmas, 1921
75. Montebello Hogg, 1914
76. Nauhea Forster, 1979
77. Neodrassex Ott, 2012
78. Nodocion Chamberlin, 1922
79. Nomisia Dalmas, 1921
80. Nopyllus Ott, 2014
81. Notiodrassus Bryant, 1935
82. Odontodrassus Jézéquel, 1965
83. Orodrassus Chamberlin, 1922
84. Parabonna Mello-Leitão, 1947
85. Parasyrisca Schenkel, 1963
86. Phaeocedus Simon, 1893
87. Poecilochroa Westring, 1874
88. Pseudodrassus Caporiacco, 1935
89. Pterotricha Kulczyński, 1903
90. Pterotrichina Dalmas, 1921
91. Sanitubius Kamura, 2001
92. Scopoides Platnick, 1989
93. Scotocesonia Caporiacco, 1947
94. Scotognapha Dalmas, 1920
95. Scotophaeus Simon, 1893
96. Sergiolus Simon, 1892
97. Sernokorba Kamura, 1992
98. Setaphis Simon, 1893
99. Shaitan Kovblyuk, Kastrygina & Marusik, 2013
100. Shiragaia Paik, 1992
101. Sidydrassus Esyunin & Tuneva, 2002
102. Smionia Dalmas, 1920
103. Sosticus Chamberlin, 1922
104. Symphanodes Rainbow, 1916
105. Synaphosus Platnick & Shadab, 1980
106. Talanites Simon, 1893
107. Talanitoides Levy, 2009
108. Titus O. Pickard-Cambridge, 1901
109. Trachyzelotes Lohmander, 1944
110. Trephopoda Tucker, 1923
111. Trichothyse Tucker, 1923
112. Turkozelotes Kovblyuk & Seyyar, 2009
113. Urozelotes Mello-Leitão, 1938
114. Vectius Simon, 1897
115. Verita Ramírez & Grismado, 2016
116. Xenoplectus Schiapelli & Gerschman, 1958
117. Xerophaeus Purcell, 1907
118. Xizangia Song, Zhu & Zhang, 2004
119. Zelanda Özdikmen, 2009
120. Zelominor Snazell & Murphy, 1997
121. Zelotes Gistel, 1848
122. Zelotibia Russell-Smith & Murphy, 2005
123. Zelowan Murphy & Russell-Smith, 2010
124. Zimiromus Banks, 1914